# ヤングDAYS!!
「ヤングDAYS!!」（ヤングデイズ）は、THE ポッシボーのデビュー・シングル。2006年10月22日にGOOD FACTORY RECORDSから発売された。

## 解説
- 「THE ポッシボー（ハロプロエッグ）」名義でのインティーズ1stシングル。
- 初回盤と通常盤の2形態でリリースされた。初回盤はメンバー4人の生写真が表紙になっており、通常盤はメンバー6人の集合写真がジャケットになっている。
- 2006年12月30日[1]にシングルVが発売された。
- 元々はモーニング娘。が歌う予定だったが、急遽別の楽曲がタイアップとして決定してしまった為にTHE ポッシボーが歌う事になった[注 1]。

## 収録曲
1. ヤングDAYS!!
作詞・作曲：つんく、編曲：高橋諭一

## シングルV
2006年12月30日に発売された、上記作品のシングルDVD。

### 収録曲
1. ヤングDAYS!!（Music Video）
2. 恋するニワトリ（Photo Library）
3. ヤングDAYS!!（特典映像）

## タイアップ
- 「新Aiaiミュージックカーニバル」オープニングテーマソング
- 千葉テレビ系列「ごはんミュージアム」エンディングテーマ